# Jean Jodin
Jean Jodin (* 12. Juni 1713 in Genf; † 3. März 1761 in Paris) war ein hugenottischer, französisch-genfer Uhrmacher und Beiträger zur Encyclopédie.

## Leben und Wirken
Jean entstammte einer Uhrmacher-Dynastie, sein Vater war Louis Jodin (* ca. 1684), der mit Marie-Charlotte Lenoir (1681–1731) aus Paris verheiratet war. Auch Marie-Charlotte war die Tochter eines Uhrmachers, dem Jean-Baptiste Le Noir (1702–1780). Das Paar hatte drei Kinder, Clermonde Jodin (1710–1777) und die Söhne Pierre Jodin und Jean Jodin, welche beide ebenfalls Uhrmacher waren.
Jean Jodin siedelte sich um das Jahr 1732 in Paris an, wo er seine Ausbildung bei einem Onkel mütterlicherseits, Jean Baptiste Dutertre (* ca. 1705–1773) fortsetzte. 1734 gründete Jodin seine eigene Werkstatt; da er seine Meisterprüfung nicht in Paris absolvierte, wurde ihm die Gründung eines Meisterbetriebes verwehrt. Jodin war in der Rue de Seine in Paris ansässig und tätig.
Die Folge war eine anhaltende finanzielle Misere, welche dann zu einer Klage gegen diesen Ausschluss führte. In einem am 14. Februar 1758 gefällten Urteil wurde ihm Recht zugesprochen und so wurde er am 20. März des gleichen Jahres offiziell zum Uhrmacher-Meister, maître horloger ernannt. Von 1748 bis 1757 leitete er die Uhrenfabrik von Jean Baptiste Baillon de Fontenay († 1772) in Saint-Germain-en-Laye.
Mit Denis Diderot verband ihn eine langjährige Freundschaft. Er wirkte an der Encyclopédie mit. Im Jahre 1754 stellte er dem französischen König Ludwig XV. und der Académie des sciences eine Uhr vor, welche einen Monat störungs- und wartungsfrei funktionierte. Ferner fertigte eine Uhr mit zwei Pendel an.
Am 23. August 1734 heiratete er Marie-Madeleine Dumas Lafauzes (* 1705) aus Lunel entstammte ebenfalls einer calvinistischen Flüchtlingsfamilie. Deren früherer Mann M. Lafauzes starb, als sie fünfundzwanzig war. Als Witwe traf sie in Lyon ihren zweiten Mann, eben Jean Jodin. Dem Paar wurde am 27. Juni 1741 eine Tochter, Marie-Madeleine Jodin, geboren. Sie wurde im Jahre 1750 dazu gedrängt, zum Katholizismus zu konvertieren, um zukünftig nicht zu den calvinistischen Außenseitern zu gehören. Sie stand auch unter der Fürsorge ihrer Tante Marie Jodin, die sie in sechs verschiedene Klosterschulen schickte, die sie allesamt verlassen musste.
Jean Jodin verstarb völlig verarmt am 3. März 1761 in Paris, während der Manufakteur Jean Baptiste Baillon ungemein reich wurde.

## Werke (Auswahl)
- Les échappements à repos comparés aux échappements à recul : avec un mémoire sur une montre de nouvelle construction [etc.] : suivi de quelques réflexions sur l’état présent de l’horlogerie, sur la police des maîtres horlogers de Paris et sur la nature de leurs statuts Marc Chapuis, Lausanne 1762.
- Examen des dernières observations de M. de La Lande, insérées dans le „Mercure“ de juillet dernier. (1755)